# Маркин, Валентин Никитович
Валентин Никитович Маркин — (11 мая 1928 — 26 декабря 1994) — передовик советской строительной отрасли, начальник Владимирского территориального управления строительства Министерства строительства СССР, Герой Социалистического Труда (1986).

## Биография
Родился в 1928 году в деревне Пашково. Член КПСС.
С 1942 года — на хозяйственной, общественной и политической работе. В 1942—1994 гг. — колхозник, рассыльный в сельсовете колхозе «Красная Москва», работник шахты № 2 треста «Молотовуголь» в городе Узловая, десятник в СУ № 2 «Тулашахтстрой», прораб СУ № 6 «Мосшахтастрой», старший прораб, заместитель главного инженера стройуправления «Мосшахтострой», главный инженер Богородицкого стройуправления, начальник стройуправления № 9, главный инженер стройуправления № 2, заместитель управляющего, главный инженер, управляющий трестом «Ефремовхимстрой», управляющий трестом «Росташстрой», управляющий трестом «Главташкентстрой», начальник Владимирского территориального управления строительства Министерства строительства СССР, генеральный директор АО «Владимирстрой», генеральный директор АО «Владимиринвестстрой».
Указом Президиума Верховного Совета СССР от 6 марта 1986 года за получение высоких показателей в строительстве Валентину Никитовичу Маркину было присвоено звание Героя Социалистического Труда с вручением ордена Ленина и медали «Серп и Молот». 
Руководил трестом до последних дней своей жизни. Избирался депутатом Верховного Совета Узбекской ССР 8-го созыва.
Умер во Владимире в 1994 году.

## Награды
За трудовые успехи была удостоена:
- золотая звезда «Серп и Молот» (06.03.1986)
- два ордена Ленина (10.07.1969, 06.03.1986)
- два ордена Трудового Красного Знамени (04.03.1976, 19.03.1981)
- Орден Знак Почёта (11.08.1966)
- другие медали.